# Porno contro amore
Porno contro amore è un album di Pupo, pubblicato il 1º aprile 2016, preceduto dall'uscita del singolo omonimo.

## Descrizione
Il disco, uscito dodici anni dopo il precedente L'equilibrista, contiene 12 brani inediti scritti dallo stesso Pupo, tranne due composti da Il Cile, alias Lorenzo Cilembrini. Il tredicesimo brano è una sorta di auto-cover, visto che si tratta della celebre Sarà perché ti amo dei Ricchi e Poveri, di cui Pupo era uno degli autori originali.
Il tema dell'album sono le varie ossessioni che hanno caratterizzato la vita dell'autore, come il gioco d'azzardo e il sesso.
Dall'album nel 2017 viene estratto anche un secondo singolo Pensiero mio, che riceve anche un buon ritorno radiofonico.

## Tracce
1. Porno contro amore – 4:21
2. Pensiero mio – 3:36
3. Se ci sei – 3:42
4. L'azzardo di Eva – 3:07
5. Vietato – 3:37
6. Non odiarmi – 3:00
7. Da solo – 3:16
8. Nei pensieri miei – 3:32
9. Buon compleanno – 4:08
10. Sei tu – 3:37
11. Vivere con te – 3:19
12. Per voi due – 3:24
13. Sarà perché ti amo – 3:16

Durata totale: 45:55

## Formazione
- Pupo – voce
- Massimiliano Agati – batteria
- Fabrizio Vanni – chitarra, cori, programmazione, pianoforte, organo Hammond
- Diego Vilas – basso
- Marco Romanelli – chitarra
- Pierpaolo Monterosso – chitarra